# Puddle Dive
Puddle Dive és el quart àlbum d'estudi de la cantant i compositora Ani DiFranco, publicat al 1993.

## Llista de cançons
Totes les cançons foren escrites i compostes per Ani DiFranco. 
| Núm. | Títol                       | Durada |
| ---- | --------------------------- | ------ |
| 1.   | «Names and Dates and Times» | 2:39   |
| 2.   | «Anyday»                    | 3:00   |
| 3.   | «4th of July»               | 3:03   |
| 4.   | «Willing to Fight»          | 3:49   |
| 5.   | «Egos Like Hairdos»         | 2:44   |
| 6.   | «Back Around»               | 3:09   |
| 7.   | «Blood in the Boardroom»    | 3:55   |
| 8.   | «Born a Lion»               | 1:48   |
| 9.   | «My I.Q.»                   | 2:23   |
| 10.  | «Used to You»               | 3:23   |
| 11.  | «Pick Yer Nose»             | 2:44   |
| 12.  | «God's Country»             | 2:48   |

## Personal
- Ani DiFranco – veu, guitarra acústica, steel guitar, percussió
- Andy Stochansky – bateria, percussió, marimba, triangle, steel drums, djembé, sacsejador, veu de fons
- Scot Fisher – acordió
- Scott Freilich – baix
- Rory Macleod – harmònica
- Mary Ramsey – violí a «4th of July»
- Ann Rabson – piano a «Back Around»
- Alex Meyer – xiulet, cuica a «Pick Yer Nose»

### Producció
- Producció – Ani DiFranco, Dale Anderson, Ed Stone
- Enginyeria – Ed Stone
- Masterització – Ed Stone
- Disseny – Ani DiFranco
- Fotografia – Scot Fisher